# Victor Horta

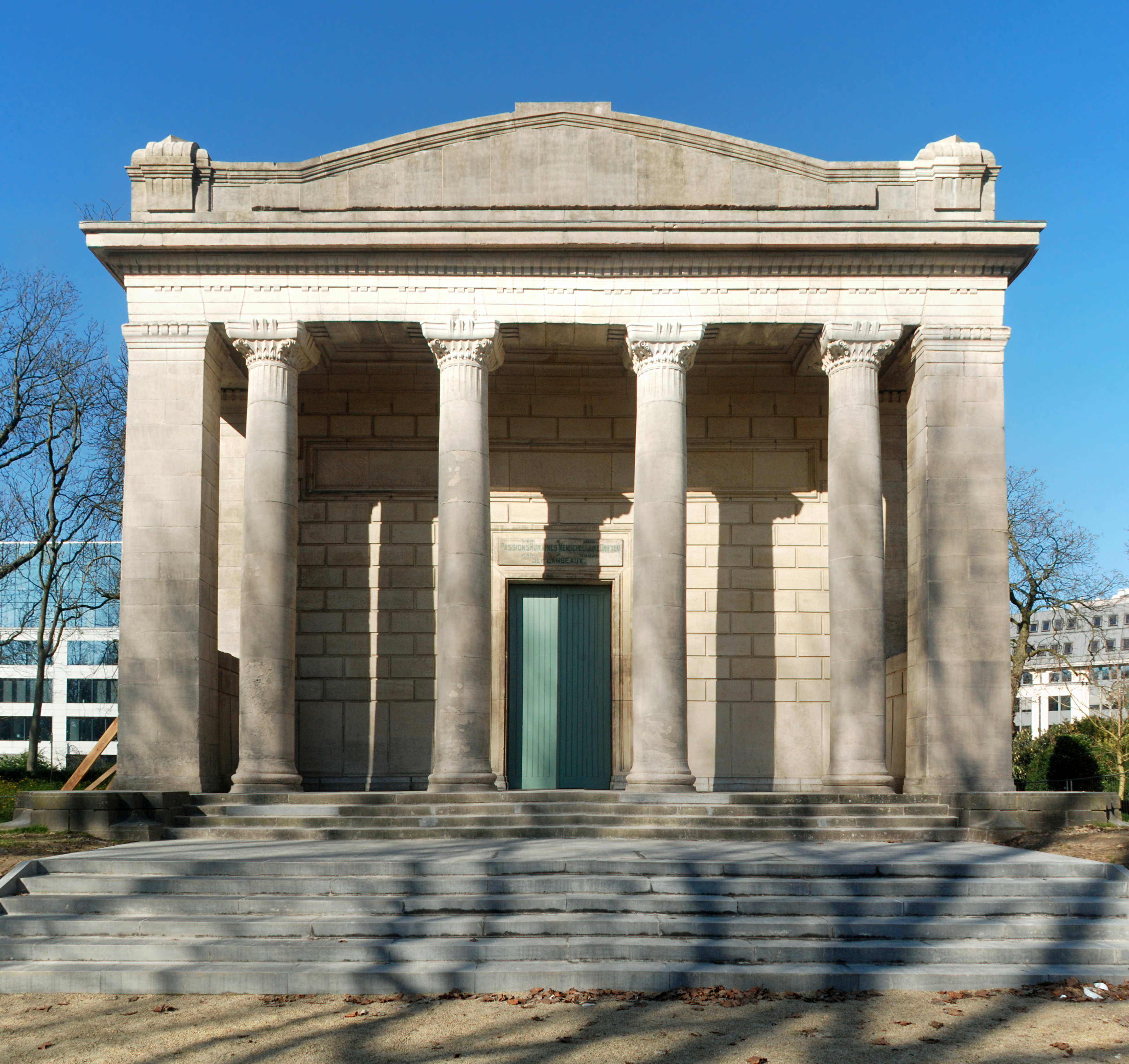
Paviljoen van de Menselijke Driften (1890-1897).

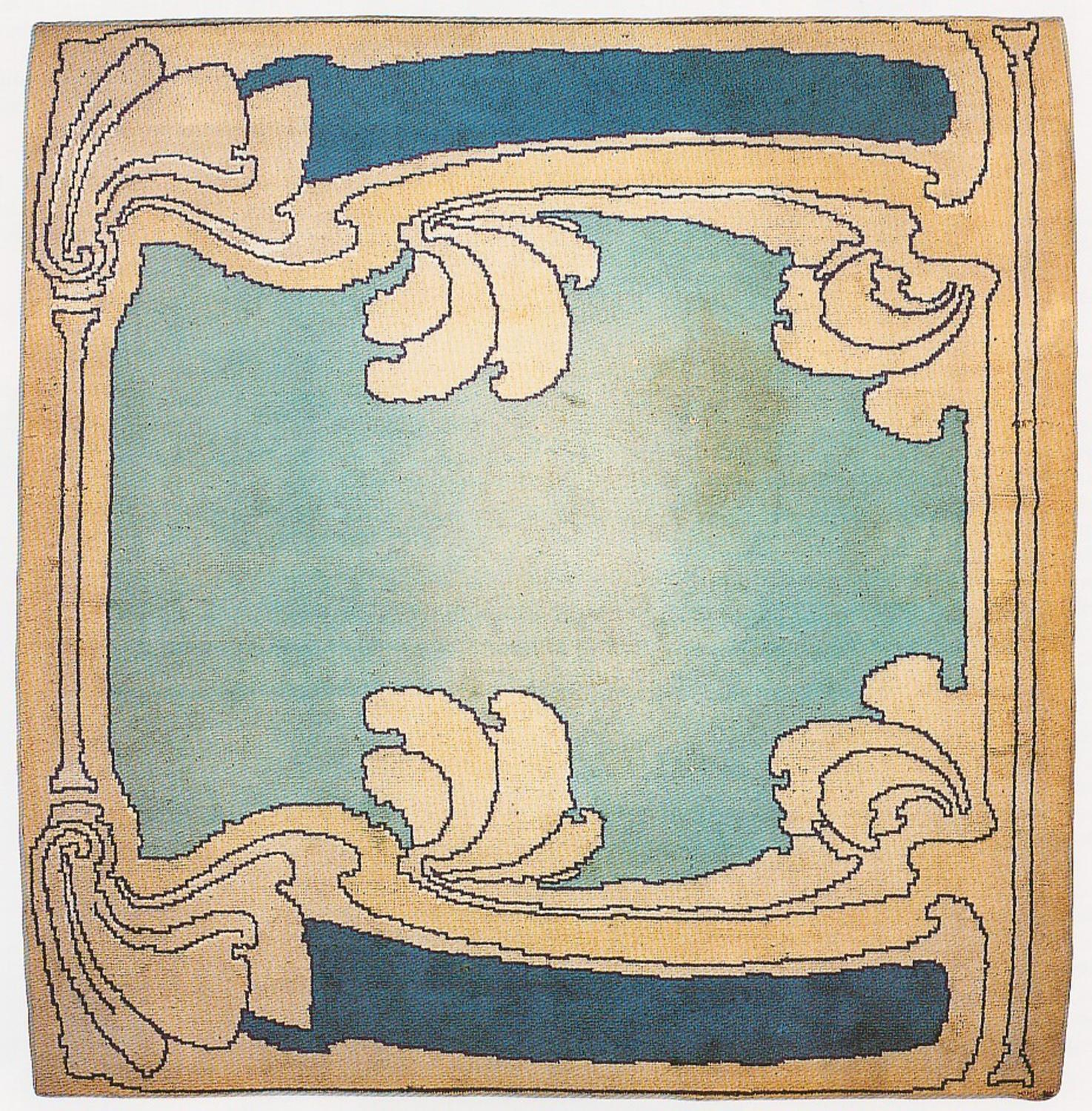
Tapijt van de woonkamer van het huis Carpentier, in 1996 verworven door het Erfgoedfonds van de Koning Boudewijnstichting.

Victor Petrus Horta (Gent, 6 januari 1861 – Brussel, 8 september 1947) was een Belgisch architect.
Samen met Henry Van de Velde geldt Horta als de belangrijkste vertegenwoordiger van de art nouveau.

## Familie
De familie Horta stamt af van Salvatore Oortha, een Spaanse soldaat uit Napels die zich in 1706 in Vlaanderen vestigde. Victor Horta werd geboren in Gent als zoon van de schoenmaker Petrus Jacobus Joannes Horta en van Henrica Coppieters. Hij groeide op als een Franstalige Gentenaar.
In 1881 trouwde Horta met zijn jeugdvriendin Pauline Heyse (1860-1950), een huwelijk dat in 1906 ontbonden werd. Hij hertrouwde in 1908 met Julia Carlsson (1876-1966). Uit het eerste huwelijk had hij twee dochters, Marguerite (1881-1882) en Simonne (1890-1939).
Victor Horta overleed op 8 september 1947 en werd begraven op de begraafplaats van Elsene.

## Opleiding en vorming
Hij genoot middelbaar onderwijs aan het Koninklijk Atheneum aan de Ottogracht en werd opgeleid in de traditie van de ontwerp- en stijlstroming beaux-arts. De eerste jaren van zijn carrière werkte hij als interieurontwerper in Montmartre in Parijs, waar hij in contact kwam met het impressionisme, het pointillisme en met de mogelijkheid om te bouwen met moderne materialen als staal en glas. Hij had grote belangstelling voor de geschriften van Viollet-le-Duc. In Parijs werkte hij in het atelier van de architect-binnenhuisontwerper Jules Dubuysson. Zo ontdekte Horta het belang van de decoratieve kunsten en van de binnenhuisarchitectuur.
In 1880, na de dood van zijn vader, keerde hij naar België terug en ging in Brussel wonen. Daar studeerde hij aan de Academie voor Schone Kunsten, waar hij in 1884 afstudeerde met de gouden medaille. Hij behaalde datzelfde jaar de Godecharleprijs. Horta raakte bevriend met zijn toekomstige collega Paul Hankar, die eveneens een sleutelfiguur van de art-nouveau-architectuur zou worden. Horta liep stage bij Alphonse Balat, de toenmalige hofarchitect van koning Leopold II en deed er ervaring op in gietijzer- en glasarchitectuur. Samen ontwierpen Balat en Horta de Koninklijke Serres van Laken, Horta's eerste complex bouwwerk van glas en staal.
Van 1920 tot 1927 was Victor Horta directeur van de architectuurafdeling van het Hoger Instituut voor Schone Kunsten in Antwerpen. Hij was ook directeur van de Academie van Schone kunsten in Brussel (1927-1931). Verder was hij hoogleraar aan de ULB, lid van de Koninklijke Commissie voor monumenten en landschappen en lid van de Hoge Raad voor Hygiëne.

## Horta en de art nouveau

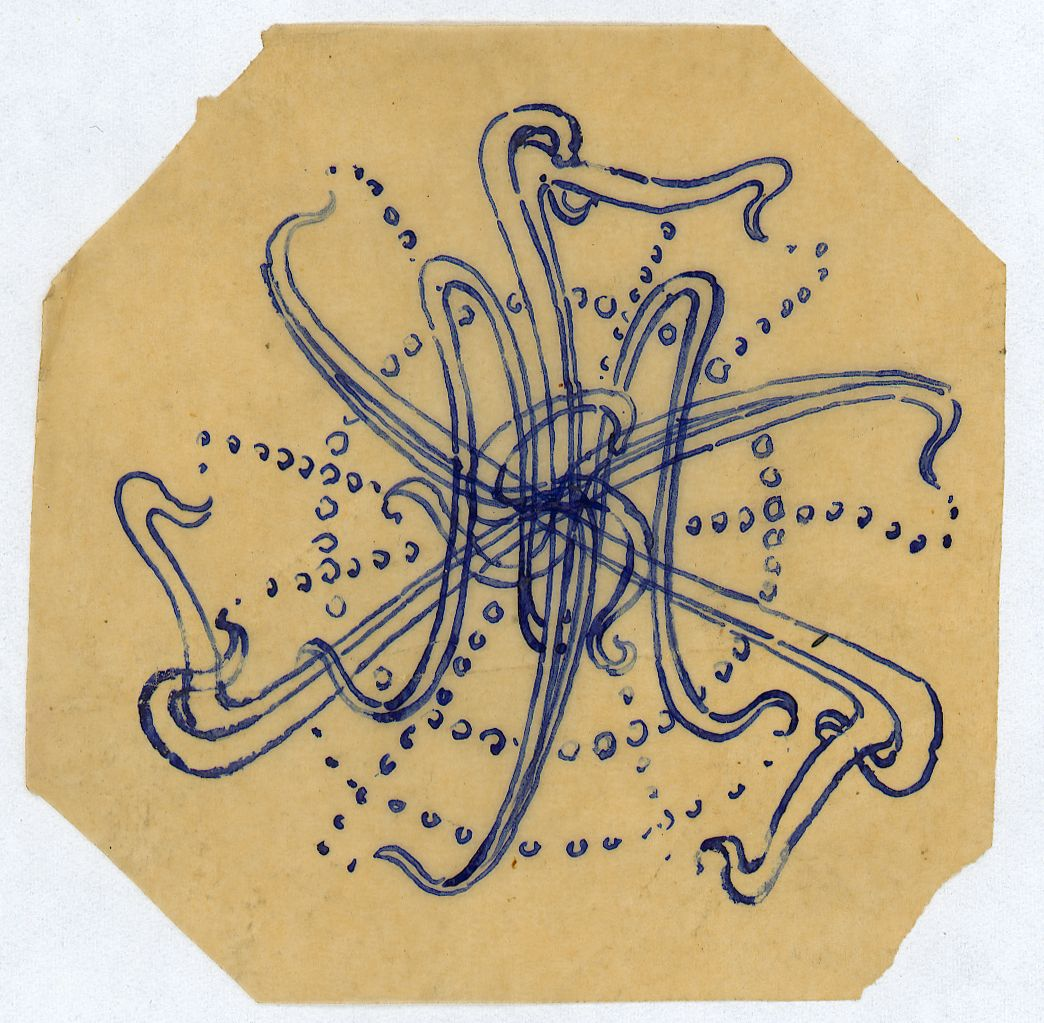
Schets van een ornament door Victor Horta

Rond 1885 startte Horta zijn eigen praktijk. Zijn eerste realisaties waren een drietal woonhuizen in de Gentse straat Twaalfkameren 49-53. Deze realisaties zijn als jeugdwerken te beschouwen en zijn de enige bouwwerken van Horta in Gent. Hierna concentreerde hij zich een tijd op wedstrijden voor publieke opdrachten, waarbij hij zijn typische stijl van gebogen lijnen ontwikkelde. Hij werd in deze periode lid van de vrijmetselaarsloge en breidde zijn sociale netwerk uit, wat vanaf 1893 resulteerde in opdrachten voor burgerwoningen en winkels, vooral in Brussel. Uit deze periode dateren Horta's realisaties voor een select publiek uit de hoge Brusselse burgerij.
De woning voor ULB-professor Emile Tassel, Hotel Tassel (1893), markeerde de aanvang van een nieuwe stijl binnen de art nouveau. Deze stijl was niet alleen vernieuwend in het gebruik van typische decoratievormen de ("spaghettistijl" of "zweepslagmotieven"), maar ook door een experimentele indeling van de interieurs. Door het gebruik van niveauverschillen, raampartijen, serres, trappenhuizen en glazen lichtkoepels bracht hij op alle verdiepingen en in alle kamers licht binnen en creëerde hij een ongekend ruimtegevoel voor burgerwoningen.
Kunstcriticus Lucas Catherine legt wel de link naar de koloniale dimensie van de art nouveau. De pracht van het Van Eetveldehuis is te danken aan het feit dat Edmond van Eetvelde gouverneur was van Kongo-Vrijstaat en daar zijn fortuin vandaan haalde. Diverse binnenhuisinrichtingen van Brusselse art-nouveauhuizen zijn, naast textiel, smeedwerk en sierglas, verfraaid met de meest exquise houtsoorten uit Congo.
Een aantal van Horta's gebouwen verdwenen door afbraak of brand, onder andere het Volkshuis en het warenhuis Innovation in Brussel. Toegankelijk voor iedereen zijn het Paleis voor Schone Kunsten in Brussel (BOZAR) (1928), het Belgisch Centrum voor het Beeldverhaal, het Autrique-huis en het Hortamuseum. Een viertal van zijn burgerwoningen in Brussel staan op de lijst van het UNESCO Werelderfgoed, onder andere zijn eigen woning en atelier in Brussel, het huidige Hortamuseum. Deze woningen staan op de Werelderfgoedlijst onder de inschrijving Herenhuizen van de architect Victor Horta.

## Eerbetoon
- In 1932 werd hij opgenomen in de Belgische erfelijke adel, met de op de mannelijke eerstgeborene overdraagbare titel van baron.
- Hij was lid van de Koninklijke Academie van België.
- Hij was erevoorzitter van de Société centrale d'Architecture de Belgique.
- Hij was grootofficier in de Leopoldsorde en in de  kroonorde.

## Belangrijkste werken
- 1885: Woning voor Sidonie Marie Geenens in de Twaalfkameren te Gent
- 1889: Het Tempeltje met het grote reliëf van de Menselijke Driften van Jef Lambeaux, Jubelpark (beschermd in 1976).
- 1890: Huis Matyn, Bordeauxstraat, 50 te 1060 Sint-Gillis.
- 1890: Grafmonument voor Désiré Lesaffre te Oudenburg, in opdracht van de Brusselse vrijmetselaarsloge Les Amis Philanthropes (verdwenen in 1973).
- 1890: Inrichting van twee herenhuizen tot één pand van Henri Van Gutsem (heden het Charliermuseum, beschermd in 1993), Kunstlaan 16 te Sint-Joost-ten-Node (1210 Brussel).
- 1892-1893: Hotel Tassel, Paul-Emile Jansonstraat 6 te Brussel (beschermd sinds 18 november 1976).
- 1893: Autrique-huis, Haachtsesteenweg 266 te Schaarbeek (beschermd in 1976).
- 1894: Hôtel Winssinger, Munthofstraat 66 te Sint-Gillis (beschermd in 1984); in 2004: eigendom Michel Gilbert; in 2012 gerestaureerd en verbouwd tot fotogalerie.
- 1894: Huis van advocaat M. Frison, Lebeaustraat 37 te Brussel (beschermd in 1994).
- 1894: Atelier van Godefroid Devreese, Vleugelstraat 71 te Schaarbeek (verbouwd).
- 1894: Hotel Solvay, Louizalaan 224 te Brussel (beschermd in 1977), eigendom familie Wittamer.
- 1895: Grafmonument voor Louis Artan te Oostduinkerke, samen met Charles Van der Stappen.
- 1895: Inrichting van het huis van Anna Boch, Guldenvlieslaan 78 te Sint-Gillis (afgebroken).
- 1895-1898: Hotel van Eetvelde, Palmerstonlaan 2/6 te Brussel (beschermd in 1971), eigendom firma Synergrid; restauratie duurt 20 jaar.
- 1896-1898: Volkshuis, Vanderveldeplein te Brussel (ontmanteld en afgebroken in 1965).
- 1897-1899: Kindertuin, Sint-Gisleinstraat 40 te Brussel (beschermd in 1976).
- 1898-1900: Woonhuis en atelier van Victor Horta, Amerikaansestraat 23-25 te Sint-Gillis (1060 Brussel), heden het Hortamuseum; beschermd in 1963, eigendom gemeente Sint-Gillis.
- 1899: Huis Frison "Les Épinglettes", Ringlaan 70 te Ukkel.
- 1899: Hôtel Aubecq, Louizalaan 520 te Brussel (afgebroken in 1950).
- 1899-1903: Villa Carpentier (Les Platanes), Doorniksesteenweg 9-11 te Ronse, beschermd in 1983; eigendom van Michel Gilbert.
- 1900: Uitbreiding van het huis Furnémont, Gatti de Gamondstraat 149 te Ukkel.
- 1900: Kleuterschool in de Marollen, onderdeel van het stedelijk atheneum Robert Catteau; schoolmeubilair verdwenen.
- 1901: Huis en atelier van Fernant Dubois, Brugmannlaan 80 te Vorst (beschermd in 1972).
- 1901: Huis en atelier van Pieter-Jan Braecke, Troonafstandstraat 31 te Brussel.
- 1902: Hôtel Max Hallet, Louizalaan 346 te Brussel (beschermd in 1975).
- 1902: Innovation, uitbreiding warenhuis,[6] Nieuwstraat 111 te Brussel (uitgebrand in 1967).
- 1903: Grafmonument voor de componist Johannes Brahms in het kerkhof van Wenen (in samenwerking met de beeldhouwster Ilse Conrat).
- 1903: Warenhuizen Waucquez, Zandstraat 20 te Brussel (sinds 1989 Belgisch Centrum van het beeldverhaal; beschermd in 1975).
- 1903: Huis van de kunstcriticus Sander Pierron, Waterleidingsstraat 157 te Elsene.
- 1903: Grand Bazar Anspach, Bisschopsstraat 66 te Brussel (gesloopt).
- 1903: Huis Emile Vinck, Washingtonstraat 85, Elsene (in 1927 verbouwd door architect Adrien Blomme); eigendom Michel Gilbert.
- 1903: Innovation, Elsenesteenweg 63-65 te Elsene (verbouwd).
- 1904: Gymnastiekzaal voor de kostschool "Les Peupliers" in Vilvoorde.
- 1905: Villa Fernand Dubois, Maredretstraat, Sosoye.
- 1906: Ontwerp Brugmannziekenhuis, Van Gehuchtplein te Brussel; In gebruik genomen in 1923. Heden Universitair ULB & VUB.
- 1907: Warenhuis Hicklet, Nieuwstraat 20 te Brussel (verbouwd).
- 1909: Juwelierszaak Wolfers, Arenbergstraat 11-13 te Brussel (beschermd in 1981).
- 1910: Huis van dr. Terwagne, Van Rijswijcklaan 62, Antwerpen.
- 1911: Warenhuis Absalon, Sint-Kristoffelstraat 41 te Brussel.
- 1911: Huis Wiener, Sterrekundelaan te Sint-Joost-ten-Node (afgebroken).
- 1912: Ontwerp Centraal Station van Brussel (eerste ontwerpen), voltooid door de architect Maxime Brunfaut en ingehuldigd in 1952. (gedeeltelijk beschermd in 1995).
- 1913: Buitenverblijf La Bastide in Terhulpen aan het Meer van Genval.
- 1920: Eerste ontwerpen voor het Paleis voor Schone Kunsten, Ravensteinstraat te Brussel. Ingehuldigd in 1928 (beschermd in 1977); masterplan met herstellen vroegere ruimten en circuits.
- 1925: Erepaviljoen van België voor de Exposition des Arts décoratifs et industriels modernes in Parijs van 1925.
- 1928: Museum voor Schone Kunsten (Doornik) (beschermd in 1980).
- 1953: Centraal Station van Brussel, ontworpen door Horta maar opgeleverd door Maxime Brunfaut.

## Trivia
- Victor Horta stond afgebeeld op het Belgische bankbiljet van 2000 frank.
- Hij eindigde in 2005 als nummer 15 in de Vlaamse versie van de verkiezing van De Grootste Belg. In de Waalse versie eindigde hij als nummer 16.
- Hij was een voorstander van het Justitiepaleis van Brussel.

## Publicaties
- Mémoires, Brussel, 1985.
- Naissance et dépassement de l'art nouveau, Gent, Ludion, 1996.
- Horta : art nouveau to modernism, Gent, Ludion, 1997.